# Орден Академічних пальм
О́рден Академі́чних па́льм (фр. l'Ordre des Palmes académiques) — нагорода Франції за заслуги в освіті і науці.

## Історія

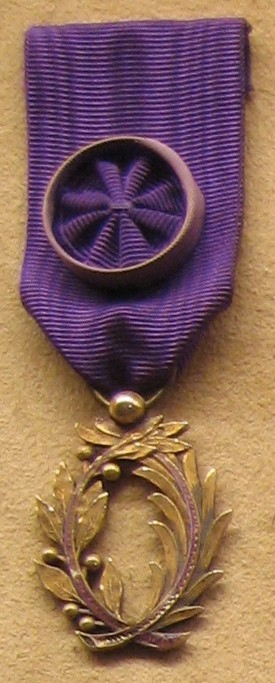
Знак офіцера народної просвіти (до 1955 г.)

Орден Академічних пальм веде свою історію від ордена (як організації), заснованого 19 березня 1808 року імператором Наполеоном I для академіків і професорів Паризького Університету і деяких ліцеїв. Ієрархічно орден складався з трьох ступенів:
- Титуляри (фр. Les titulaires) — великі магістри, канцлери, скарбники і довічні радники університету;
- Офицери університету (фр. Les officiers de l’université) — ординарні радники і інспектори університету, ректори і академічні інспектори, а також професори факультетів. Також могли прийматися директори, цензори і професори перших двох класів ліцеїв, «найбільш гідні талантами і заслугами»;
- Офицери академій (фр. Les officiers des académies), з 1837 р. Офицери академії (фр. Les officiers d’académie) — директори, цензори і професори перших двох класів ліцеїв і директори коледжїв. Також могли прийматися регенти коледжів, начальники інститутів і інші професори ліцеїв, «за значні заслуги».

Удостоєні прийняття в орден носили на форменому університетському одязі, на висоті грудей, шитий з ниток вінок.
З 9 грудня 1850 року членство в ордені стає незалежним від вченого ступеня, клас титулярів скасований, а клас офіцерів університету перейменований в офіцери народної просвіти (фр. Les officiers de l’Instruction publique). Нагорода поширена на викладачів початкової і приватної освіти.
7 квітня 1866 року орден був перетворений у власне знак відзнаки (двох ступенів). Був заснований металевий знак, замість вишитого, що носився спочатку на чорній стрічці, пізніше заміненій на лілову.
Найменування ступенів залишилося колишнє — офіцери народної просвіти і офіцери академії.
27 грудня 1866 року нагорода була поширена на учених і літераторів, як осіб, які також сприяють народній просвіті.
4 жовтня 1955 року нагорода була знову реорганізована і отримала новий статут, в який 19 квітня 2002 року були внесені деякі зміни.
У 1962 році заснована Асоціація членів ордену Академічних пальм (фр. Association des Membres de l'Ordre des Palmes Académiques), під покровительством Президента Франції.

## Ступену ордену
З 1955 року орден поділяється на три ступені:
 Командор (фр. Commandeur) — знак на стрічці, що носиться на шиї; вища міра ордену;
 Офіцер (фр. Officier) — знак на стрічці з розеткою, що носиться на лівій стороні грудей;
 Кавалер (фр. Chevalier) — знак на стрічці, що носиться на лівій стороні грудей.

## Положення про нагороду
Нині Академічними пальмами можуть бути нагороджені як викладачі і члени викладацького співтовариства, так і особи, що не мають відношення до викладання, але що зробили значний внесок у народну освіту, а також іноземні піддані і французи, що мешкають за межами Франції, які активно сприяють поширенню французької культури в інших країнах.
Удостоєні кавалерського ступеня ордену можуть бути особи не молодше 35 років, що прослужили не менше 10 років (до 2002 р. — не менше 15 років) в одній зі сфер освіти. Нагородження офіцерським ступенем можливе не раніше, ніж через 5 років після нагородження кавалерським ступенем. Нагородження командорським ступенем можливе не раніше, ніж через 3 роки (до 2002 р. — 5 років) після нагородження офіцерським ступенем. При нагородженні старшим ступенем ордену заслуги, вже відмічені молодшим ступенем, не можуть бути враховані.
Нагородження проводяться двічі на рік:
- 1 січня — особи, що не належать до установ міністерства народної освіти Франції;
- 14 липня (День взяття Бастилії) — особи, що належать до установ міністерства народної освіти Франції.

У виняткових випадках нагородження можуть бути проведені в інший день.
Кандидатури для нагородження розглядаються в Раді ордену Академічних пальм, під головуванням міністра народної освіти Франції. У Раду, окрім міністра, входять один з членів Ради ордену Почесного легіону і глави інспекцій міністерства освіти. Рішення приймаються більшістю голосів.
Список нагороджених затверджує прем'єр-міністр Франції.

## Знаки ордену

### 1808–1866рр.
Спочатку знаки були шитими, у вигляді вінка з пальмової і оливкової гілок, заввишки близько 10 см. Шитво носилося на форменому університетському одязі (тозі) на лівій стороні грудей і було приналежністю цього одягу.
Титуляри мали вінок із золотих ниток, офіцери університету — зі срібних ниток, а офіцери академії — з шовкових блакитних і білих ниток. З 1850 року, після скасування класу титулярів, офіцери університету стали носити вінок із золотих ниток, а офіцери академії — зі срібних.
У 1852 році вінок відокремлений від університетського одягу і наказано носити його, меншого розміру, на міському одязі, нашитий на відрізок стрічки чорного кольору.

### 1866–1955рр.
У 1866 році введений металевий знак у вигляді овального вінка з пальмової і оливкової гілок, покритих ліловою емаллю. Висота знаку близько 5 см.
Офіцери народної просвіти носили золотий знак на лівій стороні грудей на стрічці з розеткою.
Офіцери академії носили срібний знак на лівій стороні грудей на стрічці без розетки.

### з 1955р.
З 1955 року вінок став виготовлятися у вигляді двох пальмових гілок, покритих ліловою емаллю.
- Для кавалерів — вінок срібний заввишки 35 мм, на нагрудній стрічці без розетки.
- Для офіцерів — вінок позолочений заввишки 35 мм на нагрудній стрічці з розеткою діаметром 22 мм.
- Для командорів — вінок позолочений заввишки 60 мм, підвішений до круглого вінка діаметром 30 мм, на шийній стрічці.

Стрічка в усіх ступенів лілова, шириною 32 мм.

## Цікаві факти
- На сучасних знаках ордену пальмові гілки не симетричні: на лівій гілці 12 листків, а на правій — 11 (у сумі — 23)
- Орден Академічних пальм має ще неофіційну назву «Ліловий легіон», по аналогії з Почесним легіоном.

## Нагороджені
Серед нагороджених Орденом Академічних пальм:
- Альбер II (князь Монако)
- Маріус Петіпа
- Софія Ковалевська
- Клод Леві-Стросс
- Олег Меньшиков
- Мазаракі Анатолій Антонович
- Ірен Мелікофф
- Ширін Текелі
- Якименко Юрій Іванович
- Олег Ігорович Хома
- Чистяк Дмитро Олександрович (нар. 1987) — український письменник, перекладач, літературний критик, філолог, кавалер Ордена Академічних пальм «за заслуги перед французькою культурою» (указ Прем'єр-Міністра Франції від 28 жовтня 2020).